# Liste der Naturdenkmale in Münster
Die Liste der Naturdenkmale in Münster enthält die Listen der Naturdenkmale der Stadt Münster in Nordrhein-Westfalen.

Stadtbezirke in Münster

Naturdenkmale in Münster sind in zwei ordnungsbehördlichen Verordnungen und mehreren Landschaftsplänen ausgewiesen.

## Naturdenkmallisten
Im Mai 2020 waren in Münster 326 Naturdenkmale ausgewiesen. Überwiegend sind es alte Bäume.
Des Weiteren sind jeweils einige Baumgruppen, Hecken, Findlinge, Teiche und Bestände seltener Pflanzen Naturdenkmale.
Wegen ihres Umfangs ist diese Liste nach den Stadtbezirken in Teillisten aufgeteilt:
- Liste der Naturdenkmale in Münster-Hiltrup
- Liste der Naturdenkmale in Münster-Mitte
- Liste der Naturdenkmale in Münster-Nord
- Liste der Naturdenkmale in Münster-Ost
- Liste der Naturdenkmale in Münster-Süd-Ost
- Liste der Naturdenkmale in Münster-West

## Verordnungen
Zuständigkeit und Aktualisierungsstand der Naturdenkmalausweisungen in Münster sind unterschiedlich.
Für die ordnungsbehördlichen Verordnungen zuständig ist die höhere Landschaftsbehörde der Bezirksregierung Münster.
- Die Verordnung zum Schutz von Naturdenkmalen innerhalb der im Zusammenhang bebauten Ortsteile und des Geltungsbereichs der Bebauungspläne gilt seit April 2001.
- Die Verordnung zur Ausweisung von außerhalb des Geltungsbereichs der Bebauungspläne und der im Zusammenhang bebauten Ortsteile gelegenen Naturdenkmalen wurde im März 2007 erneuert.

Für die insgesamt 4 geplanten Landschaftspläne ist als untere Naturschutzbehörde das Amt für Grünflächen, Umwelt und Nachhaltigkeit der Stadt Münster zuständig.
- Der Landschaftsplan 1: Werse trat 1987 in Kraft. Bis 2020 gab es 29 Änderungsverordnungen.
- Der Landschaftsplan 2: Nördliches Aatal und Vorbergs Hügel trat 1998 in Kraft. Bis 2020 gab es 7 Änderungsverordnungen.
- Der Landschaftsplan 3: Roxeler Riedel trat 2014 in Kraft. Bis 2020 gab es 2 Änderungsverordnungen.
- Der Landschaftsplan 4: Davert und Hohe Ward ist (Stand 2020) in Bearbeitung.[2]